# Doris Fenske
Doris Fenske (* 30. Januar 1973 in Burghausen) ist eine deutsche Journalistin. Sie ist Redakteurin im trimedial (Radio, Fernsehen, Internet) ausstrahlenden Programmbereich „Landwirtschaft und Umwelt“ des Bayerischen Rundfunks. Sie moderiert seit Anfang 2016 gelegentlich die Landwirtschaft- und Verbrauchersendung Unser Land im BR Fernsehen und ist seit Februar 2018 Moderatorin der BR-Umweltsendung Unkraut.

## Leben
Doris Fenske ist in Burghausen geboren und im Salzachtal in einer im Naturschutz engagierten Arztfamilie aufgewachsen. Ihr Vater, der vormals in Burghausen praktizierende Dermatologe Götz Fenske war lange Zeit Vorsitzender der Kreisgruppe des Bund Naturschutz in Altötting, wo er sich u. a. für den Schutz der Äskulapnatter an den Uferbereichen des Salzachflusses engagierte. Für Doris Fenske waren diese Erfahrungen wegweisend für ihren späteren beruflichen Werdegang:

„Als Kind eine Äskulapnatter aus nächster Nähe zu beobachten und in einer Gegend mit besonders schöner und auch wilder Natur aufzuwachsen – das hat mich sicher total geprägt.“

## Ausbildung
Nach ihrem Abitur in Burghausen zog Fenske nach Paris und studierte dort Französisch mit einem Diplomabschluss. Im Anschluss daran ging sie zurück nach Deutschland und studierte am Wissenschaftszentrum Weihenstephan für Ernährung, Landnutzung und Umwelt der TU München Landwirtschaft. Ihr Studium dort schloss sie 2010 mit einem Diplom an der „Studienfakultät Landschaftsarchitektur und Landschaftsplanung“ ab. Das Thema ihrer Diplomarbeit lautete „Naturschutz in der Agrarlandschaft durch kleinflächige Ackerstillegung und deren betriebswirtschaftliche Auswirkungen“.

## Beruflicher Werdegang
Bereits während ihres Studiums in Weihenstephan hospitierte Fenske beim Fernsehen des Bayerischen Rundfunks und arbeitete dort an Umweltthemen. Nach Abschluss ihres Studiums absolvierte sie im BR ein Praktikum im Programmbereich Innenpolitik des Bayerischen Fernsehens. Dort erstellte sie u. a. Beiträge für das ARD-Politmagazin Report aus München. Im Rahmen dieser ihrer freiberuflichen Tätigkeit im Bayerischen Fernsehen bewarb sie sich um einen Ausbildungsplatz beim BR und absolvierte ein zweijähriges journalistisches Volontariat, im Zuge dessen sie in verschiedenen Programmbereichen in Hörfunk, Fernsehen und Online des Bayerischen Rundfunks Erfahrungen sammelte.
Nach ihrem Volontariat blieb Fenske beim BR und war dort als freie Mitarbeiterin in mehreren Redaktionen tätig, wobei der Umweltschutz und im Besonderen der Tierschutz ihre Themenschwerpunkte sind. Hierbei arbeitet sie eng mit Wissenschaftlern der Universitätsfachbereiche der TU München in Weihenstephan zusammen. Ein weiterer Schwerpunkt Fenskes sind Verbraucherthemen, hier insbesondere die Herkunft und die Verarbeitung von Lebensmitteln. Als freie Mitarbeiterin arbeitete Fenske nach ihrem Volontariat überwiegend im Ressort "Landwirtschaft und Umwelt" im BR-Hörfunk und erstellte zugleich Beiträge für die Redaktionen „Unkraut“ und Unser Land im Fernsehen, darüber hinaus auch gelegentlich für Wissenschaftssendungen in der ARD.
Seit 2017 ist Doris Fenske festangestellte Redakteurin in der trimedialen BR-Redaktion „Landwirtschaft und Umwelt“, wo sie neben ihrer Autorentätigkeit und ihren Aufgaben als Redakteurin seit Anfang 2016 gelegentlich die Sendung Unser Land moderiert. Seit Februar 2018 präsentiert Fenske die im zweiwöchentlichen Wechsel mit der Gartensendung Querbeet ausgestrahlte Umweltsendung „Unkraut“ als Moderatorin.